# Agordat
Крейсер «Агордат» (італ. Agordat) — торпедний крейсер однойменного типу Королівських ВМС Італії кінця XIX століття; 

## Історія створення
Крейсер «Агордат» був закладений 8 лютого 1897 року на верфі «Regio Cantiere di Castellammare di Stabia» у місті Кастелламмаре-ді-Стабія. Свою назву отримав на честь битви під Агордатом в Еритреї. 
Спущений на воду 11 жовтня 1899 року, вступив у стрій 26 вересня 1900 року.

## Історія служби
Після вступу у стрій крейсер «Агордат» здійснив ряд походів у Середземному морі, здійснивши візити в Константинополь (1902), Алжир (1903). У 1903 році корейсер здійснив океанський похід у складі міжнародної англо-німецько-італійської ескадри до берегів Південної Америки під час кризи у Венесуели. 
У 1911 році крейсер відвідав Севастополь, звідки доставив до Італії рештки генерала Алессандро Ла Мармора, який помер від холери під час Кримської війни.

### Італійсько-турецька війна
Під час італійсько-турецької війни крейсер «Агордат» брав активну участь у бойових діях. 
У жовтні 1911 року він брав участь в обстрілах Дерни, Бенгазі, Тобрука. Пізніше надавав вогневу підтримку італійським військам під час турецьких атак.
У квітні 1912 року брав участь у конвої, який доставив 10 000 солдатів в район Зуари. Потім діяв в Егейському морі, де брав участь в окупації Додеканеса.
Після закінчення бойових дій у 1913 році перебував у Смірні, а з жовтня 1913 року - в Киренаїці.

### Перша світова війна
4 червня 1914 року «Агордат» був перекласифікований в крейсер-скаут (італ. esploratore). 
На момент вступу Італії у Першу світові війну у 1915 році «Агордат» базувався у Венеції. У травні він разом з іншими торпедними крейсерами брав участь в блокаді протоки Отранто.
25 лютого 1916 року крейсери «Агордат» та «Лібія» прикривали евакуацію сербської армії з Дураццо.
У листопаді 1918 року «Агордат» брав участь в окупації Константинополя, а після закінчення бойових дій - в окупації турецького узбережжя на Чорному морі.

### Подальша служба
У 1921 році «Агордат» був перекласифікований на канонерський човен. На ньому були встановлені дві 120-мм гармати «QF 4.7 in Mk. I-IV» та вісім 76-мм гармат «76/40 Mod. 1916 R.M». Також була демонтована одна щогла.
4 січня 1923 року вже застарілий корабель був виключений зі списків флоту та відправлений на злам.